# سانجی دات
سانجی دات (زاده ۲۹ ژوئیهٔ ۱۹۵۹) هنرپیشه مشهور هندی است. دات جوایز متعددی را به دست آورده و در بیش از ۲۰۰ فیلم بازی کرده‌است. از ژانرهای عاشقانه تا کمدی، اگرچه معمولاً در ژانرهای اکشن ظاهر شده‌است. وی یکی از محبوب‌ترین بازیگران فیلم هندی است. او از شش بار نامزدی جایزه فیلم فیر برای بهترین بازیگر نقش اول مرد دو بار برنده این جایزه شده‌است. او همچنین دو بار نامزد جایزه فیلم فیر برای بهترین نقش مکمل مرد شده‌است.
سانجی دات در سال ۲۰۲۰ سرطان ریه نوع ۴ گرفت که خطرناک‌ترین نوع سرطان است و برای درمان راهی آمریکا شد و توانست با موفقیت دوره درمان را سپری کند و سرطان ریه را شکست دهد. آخرین فیلم موفقیت‌آمیزی که به ایفای نقش پرداخت فیلم اکشن و تاریخی کی.جی.اف: بخش ۲ است.

## زندگی
سانجی دات متولد ۲۹ ژوئیه ۱۹۵۹ در شهر بمبئی می‌باشد. وی با نام‌های مستعار سانجو یا سانجو بابا نیز معروف است.
پدر او سونیل دات یکی از بزرگ‌ترین هنرپیشگان سینمای هند بوده‌است که ایفای نقش‌های منفی از جانب او همیشه در اذهان دوستداران او باقی می‌ماند و مادر او نرگس نیز یکی دیگر از ستارگان سینمای هند بوده‌است که شاید او را با نام مادر هند بشناسید.
او در سال ۱۹۸۷ با ریچا شرما ازدواج کرد اما چندین سال بعد ریچا به بیماری سرطان مبتلا شد و در سال ۱۹۹۶ درگذشت. حاصل این ازدواج دختری است به نام تریشالا که در حال حاضر در ایالات متحده آمریکا مشغول به تحصیل می‌باشد. دو سال بعد از از دست دادن همسر اول خود، با رهی پیلای (Rhea Pillai) مدل هندی ازدواج کرد اما این ازدواج هم دوامی نداشت و این دو در سال ۲۰۰۵ از هم جدا شدند. او در فوریه سال ۲۰۰۸ و برای بار سوم، با مانیاتا دات ازدواج کرد که از او دو فرزند دوقلو به نام‌های شاران (پسر) و اقرا (دختر) دارد.
سانجی دات دو خواهر با نام‌های پریا و نامراتا دارد و همسر خواهر او کومار گوراو (Kumar Guarav) می‌باشد که شاید او را در فیلم خار (Kaante) در نقش اندی دیده باشید و لازم است ذکر شود که او فرزند راجندرا کمار است.
سانجو نه تنها در یک خانواده سینمایی به دنیا آمده بود بلکه علاقه بیش از اندازه او به سینما باعث ورود او به این عرصه شد. او نیز همانند پدر خود حضور در نقش‌های اکشن و تا حدودی منفی را دوست داشت اما علی‌رغم این قضیه او همواره فردی آرام و دوست‌داشتنی بود.
سانجی زندگی پرپیچ و خمی داشته‌است. اعتیاد به مواد مخدر در اوایل جوانی، همچنین دستگیری و زندانی شدن او بخاطر بمب‌گذاری‌های سال ۱۹۹۳ که بزرگ‌ترین ضربه زندگی او بود. جریان به این صورت هست که:
در جریان ناآرامی‌های سال ۱۹۹۳ شهر بمبئی و خشونت‌های قومی و مذهبی آن، چند صد نفر جان خود را از دست دادند و کشور هند در یک وضعیت دشوار اجتماعی و سیاسی قرار گرفت.
در آن زمان، سانجی دات به جرم پنهان کردن اسلحه در منزل خود دستگیر شد و پلیس بمبئی ادعا کرد، وی با بمب‌گذاران تروریست هم دست است.
وی این اتهام را رد کرد و گفت سلاح کمری را برای محافظت از جان خود و خانواده‌اش در خانه خویش نگهداری می‌کرده‌است.
دادگاه او را گناهکار تشخیص داد و در دهه نود سانجی دات هجده ماه زندانی بود.
سانجی دات در آن زمان، مدتی را هم در زندان گذراند و با قید وثیقه آزاد شد. در طول این سال‌ها، دادگاه حکم وی را اعلام نکرده بود و رسانه‌های گروهی می‌گفتند رأی نهایی، هیچ‌گاه صادر نخواهد شد.
هنرمندان سینمای هند می‌گویند سانجی دات یک جنایتکار یا تروریست نیست و فقط در فضای ملتهب و بد سال ۱۹۹۳، قربانی یک سوء تفاهم شد.
در طی این سالیان سانجی مرتب گرفتار دادگاه و هرچند مدتی زندان بود.
تا اینکه در سال ۲۰۱۳ دادگاه عالی هند حکم زندان سانجی دات را به پنج سال کاهش داد و با حساب هجده ماه حبسی که او کشیده وی باید سه سال و نیم دیگر به زندان می‌رفت. در ادامه دادگاه از سانجی دات خواست که ظرف یک ماه آینده به زندان بازگردد.
سرانجام در سال ۲۰۱۶ سانجی دات از زندان آزاد شد و این آزادی دائمی هست.
از دست دادن همسر اول خود فشارهای زیادی را بر او وارد کرد اما او همه مشکلات را پشت سر گذاشت و در حال حاضر همه او را به هنرپیشه‌ای پرکار و پرطرفدار در سینمای هند می‌شناسند.
فیلم سانجو با بازی رانبیر کاپور در مورد زندگی‌نامه سانجی دات است.

## فیلم‌ها

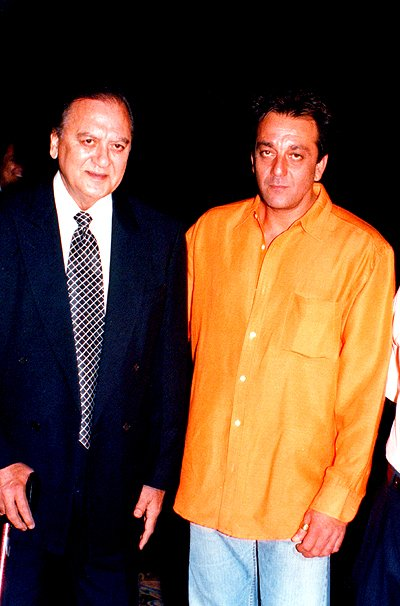
￼سانجی دات در کنار پدرش سونیل دات

اولین فیلم سانجو Rocky می‌باشد که در سال ۱۹۸۱ ساخته شده‌است.

## چالش‌ها
سانجو در سال ۱۹۹۳ به اتهام مشارکت در بمب‌گذاری به زندان افتاد و تا سال ۱۹۹۵ در زندان به سر می‌برد که نه تنها از لحاظ روحی و روانی او را آزار داد بلکه او را در عرصه سینما نیز متضرر کرد. او که در سال ۱۹۹۳ فیلم فوق‌العاده شرور را در حال اکران داشت به ناگاه به زندان افتاد و فیلم او که به نظر کارشناسان می‌توانست برنده جایزه در آن سال باشد به دستور مقامات کشور هند از پرده نقره‌ای سینماها به پایین آمد و باعث شد تا شاهرخ خان در آن سال با فیلم بازیگر جایزه سال را مال خود کند جایزه‌ای که هنوزهم خیلی‌ها آن را حق سانجو می‌دانند.
سانجی دات پس از رهایی از زندان و بازگشت به سینما تمام فیلم‌های نیمه کاره خود را کامل کرد تا جاییکه او در حال حاضر یکی از پرکارترین بازیگران در سینما است.

## لیست کامل فیلم‌ها
| سال  | نام فیلم                            | نقش                                 | بازیگرنقش‌مقابل                        | جوایزوافتخارات                                       |
| ---- | ----------------------------------- | ----------------------------------- | ------------------------------------- | ---------------------------------------------------- |
| ۱۹۷۱ | رشما و شرا                          | بازیگر کودک                         |                                       |                                                      |
| ۱۹۸۱ | راکی                                | راکش/راکی دسوزا                     | تیان آمبانی                           |                                                      |
| ۱۹۸۲ | دوست دارم جانی                      | راجو‌ سینگ/جانی                      | راتی آگنیهوتری                        |                                                      |
| ۱۹۸۲ | سرنوشت                              | کونال سینگ                          | پادمینی کولاپوری                      |                                                      |
| ۱۹۸۳ | من آواره‌ام                          | سانجیو کومار                        | راتی آگنیهوتریجایا پرادا              |                                                      |
| ۱۹۸۳ | بی‌قرار                              | شیام                                | پادمینی کولاپوری                      |                                                      |
| ۱۹۸۴ | تصمیم من                            | راج ساکسنا                          | راتی آگنیهوتریجایا پرادا              |                                                      |
| ۱۹۸۴ | زمین آسمان                          | سانجی                               | ریکا                                  |                                                      |
| ۱۹۸۵ | داستان دو قلب                       | ویجی کومار ساکسنا                   | پادمینی کولاپوری                      |                                                      |
| ۱۹۸۵ | بازی با جان                         | بازرس امر/لاکسمن                    | آنیتا راج                             |                                                      |
| ۱۹۸۶ | جوا                                 | جیوان تاکور                         | مانداکینی                             |                                                      |
| ۱۹۸۶ | حق من                               | امر سینگ/آمرو دادا                  | آنیتا راج                             |                                                      |
| ۱۹۸۶ | نام                                 | ویکی کاپور                          | آمریتا سینگ                           |                                                      |
| ۱۹۸۷ | ایمان دار                           | راجو                                | فرح                                   |                                                      |
| ۱۹۸۷ | جایزه ده هزار                       | کمال مالهوترا/آشوک ساکسنا           | میناکشی سشادری                        |                                                      |
| ۱۹۸۷ | نام و نشان                          | بازرس سورج سینگ                     | آمریتا سینگ                           |                                                      |
| ۱۹۸۷ | با عزت زندگی می‌کنیم                 | گوویندا                             | مانداکینیویجایتا پاندیت               |                                                      |
| ۱۹۸۸ | قبضه                                | راوی ورما                           | آمریتا سینگ                           |                                                      |
| ۱۹۸۸ | بازیگر خطرها                        | راجش بالوان سینگ                    | مادهوری دیکشیتنیلم کوتهاری            |                                                      |
| ۱۹۸۸ | حرف‌های مردانه                       | تینکو                               | جایا پراداشبانه اعظمی                 |                                                      |
| ۱۹۸۸ | دشمن محبت                           | هاشیم                               | هما مالینیفرح                         |                                                      |
| ۱۹۸۹ | منطقه                               | بازرس سورج ورما                     | مادهوری دیکشیتآمریتا سینگ             |                                                      |
| ۱۹۸۹ | دو زندانی                           | مانو                                | نیلم کوتهاریفرح                       |                                                      |
| ۱۹۸۹ | سلاح                                | آویناش                              | سانجیتا بجلانیآمریتا سینگ             |                                                      |
| ۱۹۸۹ | ما هم انسان هستیم                   | بیهولا                              | نیلم کوتهاریجایا پرادا                |                                                      |
| ۱۹۸۹ | قانون از ماست                       | راوی کومار سینگ                     | مادهوری دیکشیت                        |                                                      |
| ۱۹۸۹ | پر طاقت                             | بازرس امر شرما                      | نیلم کوتهاریآنیتا راج                 |                                                      |
| ۱۹۹۰ | خطرناک                              | سورج                                | آنیتا راجفرح                          |                                                      |
| ۱۹۹۰ | خشم                                 | ویجی شوکلا                          | آمریتا سینگ                           |                                                      |
| ۱۹۹۰ | بگذار زندگی کند                     | کارامویر                            | فرح                                   |                                                      |
| ۱۹۹۰ | زهردار                              | راکش رای                            | جوهی چاولا                            |                                                      |
| ۱۹۹۰ | افسر پلیس                           | بیرجو چاندر                         | جایا پرادامادهوری دیکشیت              |                                                      |
| ۱۹۹۰ | تیجا                                | ایجاد/سانجی                         | کیمی کتکار                            |                                                      |
| ۱۹۹۱ | دو سرمست                            | آجی                                 | سونامشلیپا شیرودکار                   |                                                      |
| ۱۹۹۱ | پیروزی                              | کاران                               | سونامشبانه اعظمی                      |                                                      |
| ۱۹۹۱ | بدهی خون                            | آرجون                               | دیمپل کاپادیاسانجیتا بجلانیکیمی کتکار |                                                      |
| ۱۹۹۱ | قربانی خودش را نشان می‌دهد           | راج کیشن                            | پونام دیلونپادمینی کولاپوری           |                                                      |
| ۱۹۹۱ | محبوب                               | امن ورما                            | مادهوری دیکشیت                        | نامزد جایزه فیلم فیر برای بهترین بازیگر مرد          |
| ۱۹۹۱ | خیابان                              | راوی ورما                           | پوجا بات                              |                                                      |
| ۱۹۹۱ | جنگجو                               | سورج سینگ                           | سانجیتا بجلانیشلیپا شیرودکار          |                                                      |
| ۱۹۹۲ | بی عدالتی                           | ویکی ورما                           | شبانه اعظمیآنیتا راج                  |                                                      |
| ۱۹۹۲ | آقازاده                             | راجا                                | نیلم کوتهاری                          |                                                      |
| ۱۹۹۲ | جان من تو بگو                       | امر خورانا                          | راوینا تاندون                         |                                                      |
| ۱۹۹۲ | سرگردان                             | سورش سینها                          | مادهویکیمی کتکار                      |                                                      |
| ۱۹۹۲ | یورش                                | ویشال سینگال                        | مانیشا کویرالاناگما                   |                                                      |
| ۱۹۹۳ | جنگجویان                            | ویکرام سینگ                         | دیویا بهرتیراوینا تاندوندیویا بهرتی   |                                                      |
| ۱۹۹۳ | گمراه                               | جاگان نات                           | سری دوی                               |                                                      |
| ۱۹۹۳ | شرور                                | بالارام راکش                        | مادهوری دیکشیترامیا کریشنان           | نامزد جایزه فیلم فیر برای بهترین بازیگر مرد          |
| ۱۹۹۳ | نجیب                                | ویجی پال سینگ                       | مادهوری دیکشیت                        |                                                      |
| ۱۹۹۴ | آتش                                 | بابا                                | کاریشما کاپورراوینا تاندون            |                                                      |
| ۱۹۹۴ | امانت                               | ویجی                                | هیرا راجاگوپالکانچان                  |                                                      |
| ۱۹۹۴ | از زمانه چه ترسی داریم              | ویکرام سینگ                         | راوینا تاندون                         |                                                      |
| ۱۹۹۴ | عدالت با خون (Insaaf Apne Lahoo Se) | راجو                                | فرحسونام                              |                                                      |
| ۱۹۹۵ | جی ویکرانتا                         | ویکرانتا                            | زیبا بختیار                           |                                                      |
| ۱۹۹۵ | اعتصاب                              | آدارش پرادهان                       | مامتا کولکارنیسومی علی                |                                                      |
| ۱۹۹۶ | برنده                               | آشوک                                | راوینا تاندون                         |                                                      |
| ۱۹۹۶ | نمک                                 | گوپال                               | فرح                                   |                                                      |
| ۱۹۹۷ | دویدن                               | ناندو                               | اورمیلا ماتوندکار                     |                                                      |
| ۱۹۹۷ | بزرگی                               | سانجی مالهوترا                      | مادهوری دیکشیتپونام دیلون             |                                                      |
| ۱۹۹۷ | محبوب                               | هیرو                                | مانیشا کویرالا                        |                                                      |
| ۱۹۹۸ | دشمن                                | سورج سینگ                           | کاجول                                 |                                                      |
| ۱۹۹۸ | چاندرا لکها                         | راج کاپور                           | رامیا کریشنانایشا کوپیکار             |                                                      |
| ۱۹۹۸ | ناگهان                              | ویکرام                              | حضور افتخاری                          |                                                      |
| ۱۹۹۹ | لکه                                 | کاپیتان کاران سینگ                  | ماهیما چودریکونیکا                    |                                                      |
| ۱۹۹۹ | خانم خوشگله قبول می‌کنه              | سونو                                | پوجا باتراکاریشما کاپور               |                                                      |
| ۱۹۹۹ | فشنگ                                | راجا/جیت بالراج                     | مانیشا کویرالا                        |                                                      |
| ۱۹۹۹ | خوب صورت                            | سانجو                               | اورمیلا ماتوندکار                     |                                                      |
| ۱۹۹۹ | واقعیت                              | راگونات شیوالکار                    | نامراتا شیرودکار                      | برنده جایزه فیلم فیر برای بهترین بازیگر مرد          |
| ۱۹۹۹ | سیاحت                               | کاپیتان کیشن                        | جوهی چاولا                            |                                                      |
| ۲۰۰۰ | بریم برادر                          | ویکی اوبروی                         | کاریشما کاپور                         |                                                      |
| ۲۰۰۰ | عملیات کشمیر                        | عنایت خان                           | پریتی زینتاسونالی کولکارنی            | نامزد جایزه فیلم فیر برای بهترین بازیگر نقش مکمل مرد |
| ۲۰۰۰ | خمیر                                | بابو                                | مانیشا کویرالا                        |                                                      |
| ۲۰۰۰ | باغی                                | راجا                                | مانیشا کویرالا                        |                                                      |
| ۲۰۰۰ | جنگ افسانه‌ها                        | بازرس پریتویراج سینگ                | ماهیما چودری                          |                                                      |
| ۲۰۰۰ | نبرد                                | بالی                                | راوینا تاندونشیلپا شتی                |                                                      |
| ۲۰۰۰ | راجو چاچا                           | غفور                                | حضور افتخاری                          |                                                      |
| ۲۰۰۱ | جودی شماره ۱                        | جی/ویکرام جیت سینگ                  | توینکله خانامونیکا بدی                |                                                      |
| ۲۰۰۲ | پدر                                 | رودرا                               | انوپاما ورمامینک برار                 |                                                      |
| ۲۰۰۲ | ما کمتر از دیگران نیستیم            | مونا بیهای                          | آیشواریا رای                          |                                                      |
| ۲۰۰۲ | من قلبم را به شما دادم              | بیهای جان                           | سمیرا ردیآمریتا پراکاش                |                                                      |
| ۲۰۰۲ | این جادو است                        | شرا                                 | حضور افتخاری                          |                                                      |
| ۲۰۰۲ | سلاح                                | روهیت راگونات/راگونات نامدو         | شیلپا شتیاورمیلا ماتوندکار            |                                                      |
| ۲۰۰۲ | خار                                 | جی/آجو                              | مالایکا آرورانامراتا سینگ             | نامزد جایزه فیلم فیر برای بهترین بازیگر نقش مکمل مرد |
| ۲۰۰۲ | نفوذ                                | اقبال دنجر                          | پریتی جانگیانی                        |                                                      |
| ۲۰۰۳ | یک به علاوه یک میشه یازده           | سیتارا                              | آمریتا آروراناندینی سینگ              |                                                      |
| ۲۰۰۳ | مونا قلدره و محبت جادویی            | مورلی شارما                         | گریسی سینگ                            | برنده جایزه فیلم فیر برای بهترین بازیگر مرد کمدی     |
| ۲۰۰۳ | لوک کارگیل                          | ژنرال یوگش کومار جوشی               |                                       |                                                      |
| ۲۰۰۴ | طرح                                 | موسی بیهای                          | پریانکا چوپرا                         |                                                      |
| ۲۰۰۴ | خون                                 | راهول کومار                         | بیپاشا باسوآمریتا آرورانیها دوپیا     |                                                      |
| ۲۰۰۴ | رودراکش                             | وارون دشموک                         | بیپاشا باسوایشا کوپیکار               |                                                      |
| ۲۰۰۴ | مسافر                               | بیلا                                | سمیرا ردیآشوینی کالسکار               |                                                      |
| ۲۰۰۴ | دیوار                               | خان                                 | آمریتا رایو                           |                                                      |
| ۲۰۰۵ | ده                                  | سیدانت دیر                          | شیلپا شتیایشا دئولدیا میرزا           |                                                      |
| ۲۰۰۵ | کلمات                               | شاکات واشیست                        | آیشواریا رای                          |                                                      |
| ۲۰۰۵ | تانگو چارلی                         | فرمانده ویکرام راتور                |                                       |                                                      |
| ۲۰۰۵ | زن متأهل                            | گیریش شارما                         | ویدیا بالن                            | نامزد جایزه فیلم فیر برای بهترین بازیگر نقش مکمل مرد |
| ۲۰۰۵ | تضاد                                | علی عسگر                            | انوشا دندکار                          |                                                      |
| ۲۰۰۵ | ازدواج شماره ۱                      | لاکی سینگ‌                           | ایشا دئولآیشا تاکیا                   |                                                      |
| ۲۰۰۵ | وای!                                | یاما                                | آمریتا رایو                           |                                                      |
| ۲۰۰۵ | یک اجنبی                            | حضور افتخاری                        |                                       |                                                      |
| ۲۰۰۶ | ادامه بده مونا بهای                 | مونا بهای                           | ویدیا بالاندیا میرزا                  | نامزد جایزه فیلم فیر برای بهترین بازیگر مرد          |
| ۲۰۰۶ | پس ببخشید                           | راوی راجپات                         | آمیشا پاتل                            |                                                      |
| ۲۰۰۶ | زنده                                | بالاجیت روی                         | لارا دوتاسلینا جایتلی                 |                                                      |
| ۲۰۰۶ | آنتونی کیست؟                        | مستر مادان                          | منیشا لامباانوشا دندکار               |                                                      |
| ۲۰۰۶ | تاکسی شماره ۹۲۱۱                    | فقط صدا                             |                                       |                                                      |
| ۲۰۰۶ | آن طرف مرز (Sarhad Paar)            | ماجور رانجیت سینگ                   | تابوماهیما چودری                      |                                                      |
| ۲۰۰۷ | اکلاوینا: نگهبان سلطنتی             | پانالال چوهار                       | ویدیا بالان                           |                                                      |
| ۲۰۰۷ | ده داستان                           | بابا حیدرآبادی                      | دیا میرزاآمریتا سینگ                  |                                                      |
| ۲۰۰۷ | شادکامی                             | بازرس کبیر نایک                     |                                       |                                                      |
| ۲۰۰۷ | تیراندازی در لوکاندوالا             | بازرس شمشیر خان                     | دیا میرزاآمریتا سینگنیها دوپیا        |                                                      |
| ۲۰۰۷ | ده بالاتر از نه                     | جانی                                | بیپاشا باسوکیم شارما                  |                                                      |
| ۲۰۰۷ | ام شانتی ام                         | حضور افتخاری                        |                                       |                                                      |
| ۲۰۰۸ | آدم ربایی                           | ویکرام رینا                         | ویدیا مالوادهمنیشا لامبا              |                                                      |
| ۲۰۰۸ | ووداستوک ویلا                       | خواننده                             | حضور افتخاری                          |                                                      |
| ۲۰۰۸ | ایمی                                | ساتاربیهای                          | اورمیلا ماتوندکار                     |                                                      |
| ۲۰۰۸ | محبوبه                              | شراوان داریوال                      | مانیشا کویرالا                        |                                                      |
| ۲۰۰۹ | همه بهترین‌ها                        | درم کاپور                           | بیپاشا باسوموگدا گودسهآشوینی کالسکار  |                                                      |
| ۲۰۰۹ | علاءالدین                           | جعفر                                | ژاکلین فرناندز                        |                                                      |
| ۲۰۰۹ | شانس                                | کریم موسی                           | شروتی حسن                             |                                                      |
| ۲۰۰۹ | آبی                                 | ساگار سینگ                          | لارا دوتاکاترینا کایف                 |                                                      |
| ۲۰۰۹ | کی می‌دونه فردا چی میشه؟             | حضور افتخاری                        |                                       |                                                      |
| ۲۰۰۹ | میان‌بر                              | حضور افتخاری                        |                                       |                                                      |
| ۲۰۱۰ | ‌ناک اوت                             | ویر ویجی سینگ                       | کانگانا رانوترخسار رحمان              |                                                      |
| ۲۰۱۰ | لحظه                                | ویکرام سابهاروال                    | بیپاشا باسو                           |                                                      |
| ۲۰۱۰ | مشکلی نیست                          | یاش آمبانی                          | سوشمیتا سنکانگانا رانوتنیتو چاندرا    |                                                      |
| ۲۰۱۰ | تیز مار خان                         | فقط صدا                             |                                       |                                                      |
| ۲۰۱۰ | قهرمان تونپور                       | فقط صدا                             |                                       |                                                      |
| ۲۰۱۱ | پسران هندی                          | کالنایاک                            | حضور افتخاری                          |                                                      |
| ۲۰۱۱ | را. یک                              | کالنایاک                            | حضور افتخاری                          |                                                      |
| ۲۰۱۱ | چاتور سینگ دو ستاره                 | چاتور سینگ                          | آمیشا پاتل                            |                                                      |
| ۲۰۱۱ | شادکامی دو برابر                    | کبیر نایاک                          | مالیکا شراوات                         |                                                      |
| ۲۰۱۱ | اراذل                               | چتو                                 | کانگانا رانوتلیسا هایدون              |                                                      |
| ۲۰۱۱ | آماده                               | تاراچاند آگاروال                    | حضور افتخاری                          |                                                      |
| ۲۰۱۲ | پسر سردار                           | بالویندر سینگ (بیلو)                | جوهی چاولاسوناکشی سینها               |                                                      |
| ۲۰۱۲ | مسیر آتش                            | کانچا چینا                          | پریانکا چوپرازارینا وهاب              |                                                      |
| ۲۰۱۲ | دپارتمان                            | بازرس ماهادیو بیهسل                 | لاکشمی فومانچو                        |                                                      |
| ۲۰۱۳ | منطقه قاضی آباد                     | بازرس تاکور پریتام سینگ             | مینیشا لامبادیویا دوتا                |                                                      |
| ۲۰۱۳ | ما ماشین کرایه می‌دهیم               | بازرس کارات                         | جوهی چاولاآدا شارما                   |                                                      |
| ۲۰۱۳ | پلیس‌ گیری                           | معاون کمیسر پلیس رودرا آدیتیا دوراج | پراچی دسای                            |                                                      |
| ۲۰۱۳ | زنجیر                               | شیر خان                             | پریانکا چوپرا                         |                                                      |
| ۲۰۱۴ | آنگلی                               | بازرس آشوک کال                      | کانگانا رانوتنیها دوپیا               |                                                      |
| ۲۰۱۴ | پی‌کی                                | بیهایا سینگ                         | انوشکا شارما                          |                                                      |
| ۲۰۱۷ | بومی                                | آرون ساچدوا                         | ادیتی رائو حیدری                      |                                                      |
| ۲۰۱۸ | سانجو                               | حضور افتخاری                        |                                       |                                                      |
| ۲۰۱۸ | استاد، همسر و گنگستر ۳              | عدی پراتاب سینگ‌                     | ماهی گیلسوها علی خان                  |                                                      |
| ۲۰۱۹ | پانی‌پت                              | احمد شاه ابدالی                     | کریتی سانون                           |                                                      |
| ۲۰۱۹ | رسوایی                              | بالراج چودری                        | مادهوری دیکشیتسوناکشی سینها           |                                                      |
| ۲۰۱۹ | حکومت                               | بالدو پرتاب سینگ                    | مانیشا کویرالا                        |                                                      |
| ۲۰۲۰ | خیابان ۲                            | راوی کیشور ورما                     |                                       |                                                      |
| ۲۰۲۰ | شاهین سیاه                          | نصیر                                | نرگس فخری                             |                                                      |
| ۲۰۲۱ | بوژ: غرور هند                       | رانچورداس ساواباهی                  | سوناکشی سینهانورا فتحی                |                                                      |
| ۲۰۲۲ | تولسیداس کوچیکه                     | سلام بیهای                          |                                       |                                                      |
| ۲۰۲۲ | کی.جی.اف: بخش ۲                     | آدیرا                               | راوینا تاندونسریندی شتی               |                                                      |
| ۲۰۲۲ | پریتویراج                           | کاکا کانا                           | مانوشی چیلار                          |                                                      |
| ۲۰۲۲ | شمشیرا                              | داروغه شود سینگ                     | وانی کاپور                            |                                                      |
| ۲۰۲۳ | جوان                                | ماداوان نایک                        | حضور افتخاری                          |                                                      |
| ۲۰۲۳ | لئو                                 | آنتونی داس                          | تریشا                                 |                                                      |